# Валеш-ду-Ріу
Валеш-ду-Ріу (порт. Vales do Rio; МФА: [ˈva.ɫɨʒ du ˈʁi.u]) — парафія в Португалії, у муніципалітеті Ковілян. Розташована в східній частині країни, на теренах історичної португальської провінції Бейра. Входить до складу округу Каштелу-Бранку. За адміністративним поділом, чинним до 1976 року, терени парафії були складовою провінції Нижня Бейра. Належить до Порталегрівсько-Каштелу-Бранківської діоцезії Католицької церкви. Патрон — святий Антоній. Площа — 5,1181 км². Населення — 674 ос. (2011). Слабо урбанізований регіон. Густота населення — 131,69 осіб/км²
. Код — 050328.

## Населення
| 1981 | 1991 | 2001 | 2011 |
| 833  | 930  | 839  | 674  |